# Wootz

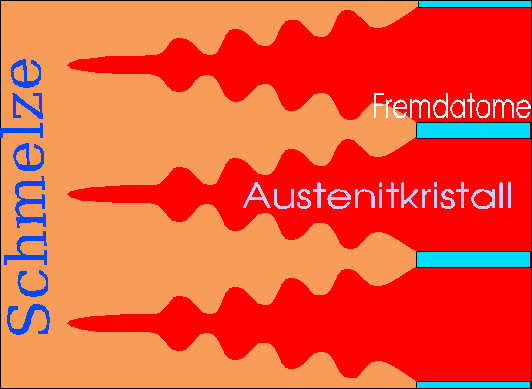
Austenitkristallisierung. Eine Klinge, die aus Wootz geschmiedet wurde, mit einem hellen Linienmuster aus Zementitpartikeln.

Wootz [vuːts], auch Wootzkuchen oder Wootzbarren genannt, ist der Ausgangsstahl für den orientalisch-arabischen Damaszenerstahl. Wootz besteht aus gering legiertem Stahl mit einem Anteil von 1,5 % Kohlenstoff und – unter anderem – Spuren von Vanadium oder Molybdän. Diese Spuren sind später für die Ausbildung von Zementitlinien im Damaszenerstahl wichtig.
Das Eisenerz für das Wootz wurde in Indien gewonnen. Der Name „Wootz“ stellt wahrscheinlich eine Falschschreibung von wook als englische Version des Begriffs „ukku“ dar, welcher den dravidischen Sprachen Kannada (in Karnataka) und Telugu (in Andhra Pradesh und Telangana) entstammt und einfach „Stahl“ bedeutet. Das genaue ursprüngliche Verfahren des Wootz-Schmelzens ist nicht überliefert, Materialforschern ist es jedoch gelungen, die Wootzkuchen mit Hilfe natürlicher Verfahren herzustellen.
Dazu wurden hochreines Eisen, Sorel-Eisen, Holzkohle, Glasscherben, grüne Blätter und andere Stoffe in einem Schmelztiegel erhitzt. Dabei muss ein genaues Mischungsverhältnis der Ausgangsstoffe Eisen, Sorel-Eisen und Holzkohle vorliegen. Davon hängt später der Kohlenstoffanteil im Wootz ab.
Das Glas schwimmt auf der Schmelze und schließt sie luftdicht ab. Dadurch kann der Kohlenstoff aus der Holzkohle nicht verbrennen und diffundiert in das Eisen ein. Gleichzeitig wird Reoxidation verhindert. Durch die Blätter wird die Aufkohlung beschleunigt. Der Erfolg hängt von der richtigen Temperatur und der richtigen Schmelzdauer ab.